# František Fišera
František Fišera (22. února 1900 – 3. února 1982, Víchová nad Jizerou) byl československý lyžař-běžec na lyžích.

## Sportovní kariéra
- Na VIII. Sletu všesokolském v Praze 1926 v běhu na lyžích na 50 km a 18 km zvítězil a obsadil shodně 1. místo.
- Na VII. zlotu Sokolstwa Polskiego v Poznani (běželo se v Zakopaném) 1926 v běhu na 18 km zvítězil.
- Reprezentoval Československo na II. ZOH ve Svatém Mořici 1928 kde obsadil v běhu na lyžích na 50 km 18. místo.
- Na mistrovství R.Č.S. - Hančově memoriálu ve Štrbském Plese 1929 se stal mistrem republiky v běhu na lyžích na 50 km.
- Zvítězil v mezinárodním závodě v běhu na 50 km v Schreiberhau v roce 1929.
- Na IX. Sletu všesokolském v Praze 1932 zvítězil v běhu na lyžích na 50 km i 18 km.
- Získal pohár ministra národní obrany Karla Viškovského za vítězství v běhu na 50 km v mezinárodních závodech Slovanských Sokolů ve Vysokých Tatrách v roce 1932.